# Vilasantar
Vilasantar község Spanyolországban, A Coruña tartományban. Vilasantar Mesía, Oza-Cesuras, Curtis, Sobrado, Galicia és Boimorto községekkel határos. Lakosainak száma 1229 fő (2024).

## Népesség
A település népessége az utóbbi években az alábbiak szerint változott:
| Lakosok száma | 1639 | 1574 | 1496 | 1415 | 1380 | 1316 | 1275 | 1213 | 1219 | 1229 |
|               | 2001 | 2004 | 2006 | 2009 | 2011 | 2014 | 2016 | 2019 | 2021 | 2024 |